# Loi de programmation pour la ville et la cohésion urbaine
Lire en ligne

Loi n° 2014-173 du 21 février 2014 de programmation pour la ville et la cohésion urbaine

La loi du 21 février 2014 de programmation pour la ville et la cohésion urbaine est une loi française de réforme de la politique de la ville proposée par le gouvernement Jean-Marc Ayrault.
L'objet principal de la loi est la poursuite de la rénovation urbaine, le recentrage des crédits de politique de la ville sur un nombre restreint de territoires et la lutte contre les discriminations.

## Rénovation urbaine
La loi alloue un budget de 5 milliards d'euros à l'Agence nationale pour la rénovation urbaine (ANRU) afin de poursuivre le plan de rénovation urbaine jusqu'en 2015.

## Quartiers prioritaires
La loi prévoit un recentrage des moyens alloués sur environ 1 200 quartiers prioritaires désignés sur un critère unique : la pauvreté, calculée à partir du revenu par habitant.

## Contrat de ville
La loi supprime les contrats urbains de cohésion sociale (CUCS) et les remplace par un texte unique, les contrats de ville. Chaque contrat de ville, élaboré à l'échelle d'une intercommunalité en associant l'État et les habitants, doit regrouper l'ensemble des politiques d’éducation, d’emploi, de justice, de sécurité, de transport, de santé dans l'objectif affiché de réduire les inégalités entre les quartiers prioritaires et les autres.
La loi crée également les conseils citoyens, instance participative qui a pour objectif de créer un espace favorisant la co-construction par l’élaboration, la mise en œuvre et l’évaluation des contrats de ville.

## Autres dispositions
Parmi les autres mesures de la loi :
- création d'un Observatoire national de la politique de la ville ;
- dissolution de l'Agence nationale pour la cohésion sociale et l'égalité des chances (ACSÉ, intégré au Commissariat général à l'égalité des territoires
- intégration de la lutte contre les discriminations, de la promotion de l'égalité entre les femmes et les hommes et de la valorisation de l'histoire et de la mémoire des quartiers comme objectifs de la politique de la ville ;
- ajout du lieu de résidence parmi les motifs interdits de discrimination.